# Deuterodon stigmaturus
Deuterodon stigmaturus är en fiskart som först beskrevs av Gomes, 1947.  Deuterodon stigmaturus ingår i släktet Deuterodon och familjen Characidae. Inga underarter finns listade i Catalogue of Life.